# Košice u Nepoměřic

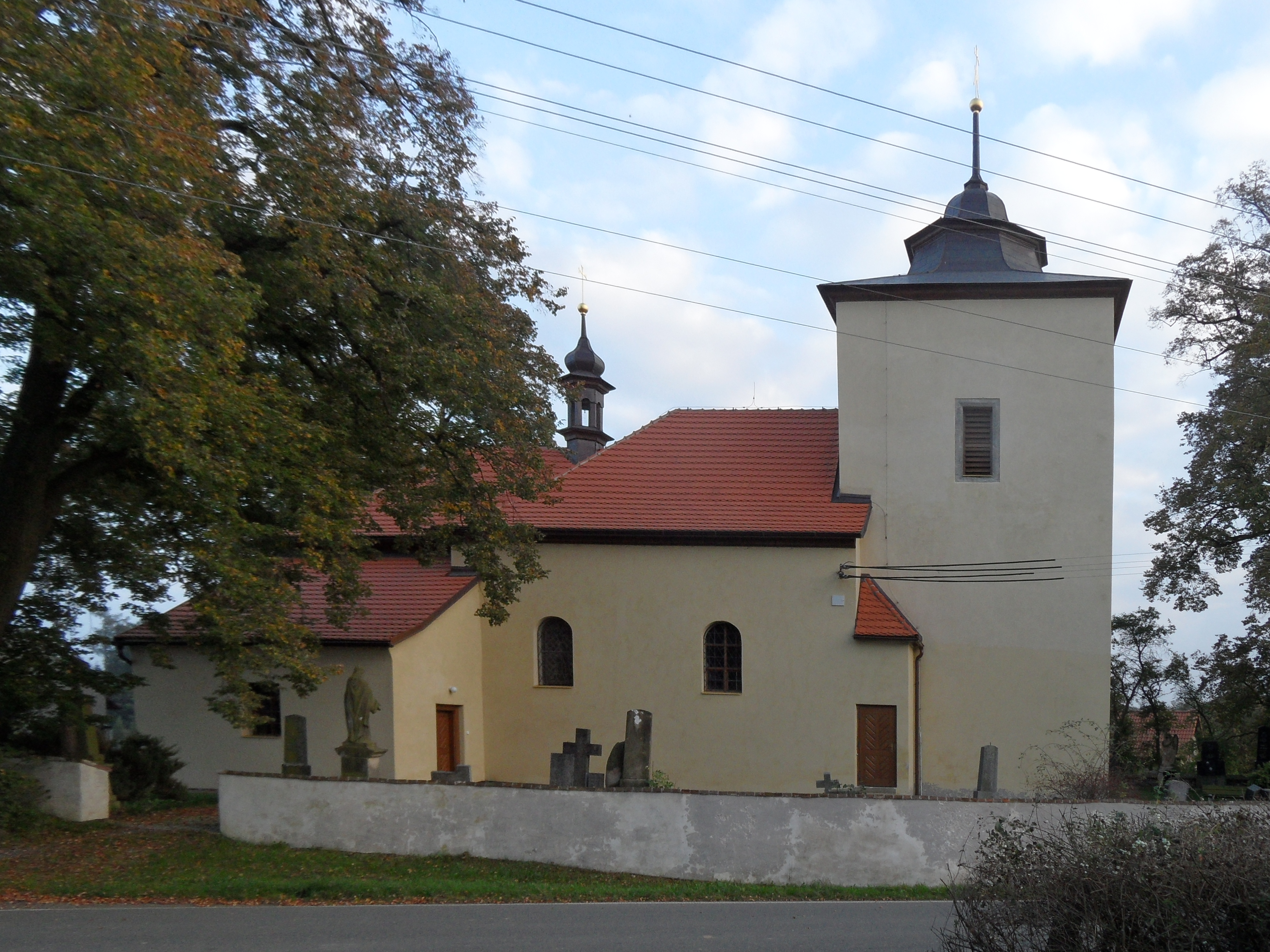
Kirche Mariä Geburt

Košice (deutsch Koschitz) ist eine Gemeinde mit 54 Einwohnern (2006) in Tschechien. Sie liegt 14 Kilometer südwestlich der Stadt Kutná Hora und gehört zum Okres Kutná Hora. Die Katasterfläche beträgt 209 ha.

## Geographie
Das Dorf befindet sich in 420 m ü. M. am linken Talhang des Košický potok. Durch Košice führt die Staatsstraße II/337 zwischen Malešov und Uhlířské Janovice. Südlich des Ortes liegt der Weiher Podskalák.
Nachbarorte sind Rozkoš und Vidice im Norden, Roztěž im Nordosten, Albrechtice und Polánka im Osten, Chlístovice und Bedřichov im Südosten, Nepoměřice im Süden, Samek und Budy im Südwesten, Onomyšl im Westen sowie Miletín im Nordwesten.

## Geschichte
Die erste schriftliche Erwähnung des zur Herrschaft Malešov gehörigen Dorfes unter dem Namen Kossitz erfolgte 1310 als Bořita z Košic im Zusammenhang mit der Stiftung der Kirche des Hl. Jakob in Kuttenberg genannt wurde. Seit 1350 ist die Existent der Kirche der Geburt der Jungfrau Mariae belegbar, die 1362 zur Pfarrkirche erhoben wurde.
Nach der Aufhebung der Patrimonialherrschaften bildete Košice eine Gemeinde im Gerichtsbezirk Kuttenberg. Ab 1868 gehörte das Dorf zum Bezirk Kuttenberg.
Von 1961 bis 1993 war Košice nach Nepoměřice eingemeindet.

## Gemeindegliederung
Für die Gemeinde Košice sind keine Ortsteile ausgewiesen.

## Sehenswürdigkeiten
- Kirche der Geburt der Jungfrau Mariae, 1350 erstmals erwähnt